# Bamora
Bamora é uma vila no distrito de Sagar, no estado indiano de Madhya Pradesh.

## Geografia
Bamora está localizada a 24° 05′ N, 78° 05′ L. Tem uma altitude média de 398 metros (1305 pés).

## Demografia
Segundo o censo de 2001, Bamora tinha uma população de 7416 habitantes. Os indivíduos do sexo masculino constituem 52% da população e os do sexo feminino 48%. Bamora tem uma taxa de literacia de 69%, superior à média nacional de 59,5%; com 58% para o sexo masculino e 42% para o sexo feminino. 14% da população está abaixo dos 6 anos de idade.